# Mystery White Boy
Mystery White Boy — концертный альбом американского музыканта Джеффа Бакли, выпущенный в 2000 году.

## Об альбоме
Mystery White Boy — компиляция живых выступлений во время тура в поддержку альбома Grace. Записи были выбраны его матерью, Мэри Гиберт, с накопителей DAT.

This album is dedicated to all the wonderful fans and musicians who poured out their love and adoration for Jeff and his music by word and deed. We salute you for your grace, your passion and your magnificient missions in life.

## Список композиций
1. «Dream Brother» (Club Logo, Гамбург, Германия 22.02.1995) — 8:48
2. «I Woke Up in a Strange Place» (Palais Theatre, Мельбурн, Австралия 28.02.1996) — 5:05
3. «Mojo Pin» (Theatre De Fourviere, Лион, Франция 4.07.1995) — 6:06
4. «Lilac Wine» (Palais Theatre, Мельбурн, Австралия 28.02.1996) — 5:19
5. «What Will You Say» (Theatre De Fourviere, Лион, Франция 4.07.1995) — 7:34
6. «Last Goodbye» (Олимпия, Париж, Франция 7.07.1995) — 4:58
7. «Eternal Life» (Palais Theatre, Мельбурн, Австралия 28.02.1996) — 5:57
8. «Grace» (Palais Theatre, Мельбурн, Австралия 28.02.1996) — 5:39
9. «Moodswing Whiskey» (Palais Theatre, Мельбурн, Австралия 28.02.1996) — 5:37
10. «The Man that Got Away» (Great American Music Hall, Сан-Франциско, Калифорния, США 4.05.1995) — 3:46
11. «Kanga-Roo» (The Phoenician Theatre, Сидней, Австралия 6.09.1995) — 10:23
12. «Hallelujah/I Know It’s Over» (King Theater, Сиэтл, Вашингтон, США 7.05.1995) — 9:18

- Бонус-треки с австралийского издания

1. «That’s All I Ask» (Price Patrick Hotel, Мельбурн, Австралия 2.09.1995) — 5:26
2. «Lover, You Should’ve Come Over» (Олимпия, Париж, Франция 7.07.1995) — 7:32
3. «So Real» (Nighttown Hall, Роттердам, Нидерланды 25.02.1995) — 5:17

- Бонус-треки с японского издания

1. «So Real» (On Air Azabu Studios, Токио, Япония 28.01.1995) — 4:25
2. «Last Goodbye» (On Air Azabu Studios, Токио, Япония 28.01.1995) — 4:38
3. «Lover, You Should’ve Come Over» (On Air Azabu Studios, Токио, Япония 28.01.1995) — 7:21

## Позиции в чартах
| Страна         | Высшая позиция в чартах |
| -------------- | ----------------------- |
| Австралия      | 5                       |
| Бельгия        | 5                       |
| Великобритания | 8                       |
| Италия         | 14                      |
| Нидерланды     | 88                      |
| США            | 133                     |
| Франция        | 3                       |
| Швейцария      | 95                      |